# Фёдоровка (Каменский сельсовет)
Фёдоровка — деревня в Ржаксинском районе Тамбовской области России. Входит в состав Каменского сельсовета.

## География
Деревня находится на реке Савала, на расстоянии 23 км к юго-западу от посёлка городского типа Ржакса, административного центра района, и в 78 км к югу от города Тамбов, административного центра области.

### Часовой пояс
Деревня Фёдоровка, как и вся Тамбовская область, находится в часовой зоне МСК (московское время). Смещение применяемого времени относительно UTC составляет +3:00.

## Население
| 2002 | 2010 |
| ---- | ---- |
| 323  | ↘244 |

### Национальный состав
Согласно результатам переписи 2002 года, в национальной структуре населения русские составляли 96 % из 323 чел.